# Élie Faure
Élie Faure (Sainte-Foy-la-Grande (Gironde), 4 de abril de 1873-París, 30 de octubre de 1937) fue un historiador del arte y ensayista francés.

## Trayectoria
Hijo de Pierre Faure, comerciante, y de Suzanne Reclus,  Élie Faure estuvo influido por sus tíos, el geógrafo y militante anarquista Élisée Reclus y el etnólogo Élie Reclus.
A los 15 años fue a París para vivir con sus hermanos, y se apasionó por la pintura. Empezó a visitar asiduamente el Louvre y asistió a las clases de Henri Bergson.
Estudió medicina en la universidad, pero seguía con su pasión por el arte. En 1899, a los 26 años, leyó su tesis médica. Pero en 1902, inició la publicación de artículos sobre arte en el diario L’Aurore. Se interesó especialmente por Velázquez, tema de su primer libro, y por Cézanne. Además, dio conferencias de divulgación artística, entre 1905 y 1909, con un muy amplio espectro temporal, de ahí que pudiese elaborar una  Histoire de l'art, que aparecería desde 1909. 
Fue médico militar en la Primera Guerra Mundial. Viajó mucho al concluir ésta. Apoyó a la II República española, horrorizado ante el ascenso del fascismo; y visitó luego a los combatientes de Barcelona y Madrid; sus notas al respecto se publicaron póstumamente en Méditations catastrophiques.
Su monumental Historia del arte (1909-1921) es indispensable para obtener referencias fundamentales de esta disciplina. En ella, estudia las obras artísticas y representativas de ciertas etapas de la historia de la cultura. 
Asimismo, fue autor de varias obras histórico-filosóficas, entre las que se halla una acerca de Napoleón publicada en 1921. Pero destaca por haber escrito El espíritu de las formas (1927); Los constructores (1914), que recoge ensayos sobre Cézanne, Michelet, Nietzsche, Lamarck y Dostoyevski, y Otras tierras a la vista (1923).
Jean-Luc Godard, en su película Pierrot el loco, hizo recitar a Jean-Paul Belmondo un extracto de esta obra metido en una bañera.

## Obra
- Vélasquez (1903)
- Formes et forces (1907)
- Les Constructeurs (1914)
- La sainte Face (1917)
- La Roue (1919)
- La Danse sur le feu et l'eau (1920)
- Napoléon (1921)
- Histoire de l'art (1919-1921)
- L'Esprit des formes (1927)
- Découverte de l'archipel (1932)
- D'autres Terres en vue (1932)
- Mon périple, seguida por Reflets dans le sillage (1931)
- Méditations catastrophiques, póstuma